# Florens Radewyns
Floris Radewyns (ou latinizado Florentius Radwyn) (c. 1350 - 24 de março de 1400) foi o co-fundador dos Irmãos da Vida Comum.

## Vida
Floris nasceu em Leerdam, perto de Utrecht, por volta de 1350. Ele foi aprovado em um brilhante curso universitário e fez seu mestrado em Praga. Voltando para casa, ele foi instalado cônego de São Pedro, Utrecht. Por algum tempo ele levou uma vida de prazer, até ser convertido por um sermão de Gerard Groote.
Em seguida, ele renunciou ao seu canonismo, colocou-se sem reservas sob a direção de Groote, por sua vez foi ordenado sacerdote e aceitou um pobre benefício em Deventer, onde Groote residia. Lá ele apoiou poderosamente o apostolado de seu amigo, especialmente entre os pobres estudiosos clericais de Deventer, e por sugestão dele e em sua casa a primeira comunidade dos Irmãos da Vida Comum foi formada. Eles viviam com a renda da cópia de seus livros, o que lhes permitia ensinar jovens em circunstâncias mais humildes que demonstravam potencial para a vida religiosa em tempo integral.
Foi também de sua casa que os seis irmãos que estabeleceram a Congregação de Windesheim saíram em 1386, e entre eles John, o irmão mais velho de Tomás de Kempis. O próprio Tomás estava sob os cuidados e orientação imediatos de Radewyns de seu décimo terceiro ao seu vigésimo primeiro ano. Ele escreveu um esboço amoroso e edificante de seu mestre, no qual descreve Florens como um homem erudito nas Escrituras e em todas as ciências sagradas, extremamente devoto, humilde, simples, zeloso, caridoso e excessivamente mortificado. Suas austeridades debilitaram sua saúde, possivelmente acelerando seu fim; ele morreu em Deventer em 24 de março de 1400.
Ele era comumente considerado um santo entre os irmãos. Seu crânio, com o de Groote, ainda está preservado na Igreja Católica (Broedern Kerk) de Deventer.
De sua correspondência resta apenas uma carta, preservada por à Kempis, que também nos dá uma coleção de seus ditos notáveis.